# Saint-Michel-de-Chaillol
Saint-Michel-de-Chaillol é uma comuna francesa na região administrativa da Provença-Alpes-Costa Azul, no departamento de Altos-Alpes. Estende-se por uma área de 16,78 km². Em 2010 a comuna tinha 359 habitantes (densidade: 21,4 hab./km²).